# Солигалицький район
Солигалицький район (рос. Солигаличский район) — адміністративно-територіальна одиниця (район) та муніципальне утворення (муніципальний район) на південному заході Костромської області Росії.
Адміністративний центр — місто Солигалич.

## Історія
Утворений 1928 року у складі Костромської губернії РРФСР. З 1929 року входив до складу Івановської Промислової області. 31 березня 1936 року передано до складу новоствореної Ярославської області.
З 13 серпня 1944 року у складі новоствореної Костромської області.

## Населення
| 2002   | 2008    | 2009    | 2010    | 2011    | 2012  | 2013  |
| ------ | ------- | ------- | ------- | ------- | ----- | ----- |
| 12 304 | ↘10 972 | ↘10 830 | ↘10 265 | ↘10 201 | ↘9965 | ↘9689 |
| 2014   | 2015    | 2016    | 2017    | 2018    | 2019  | 2020  |
| ↘9533  | ↘9290   | ↘9160   | ↘8996   | ↘8900   | ↘8749 | ↘8639 |